# 김현진 (1996년)
김현진(1996년 8월 24일 ~ )은 대한민국의 배우이다.

## 작품 목록

### 드라마
- 2022년 SBS 《치얼업》 - 진선호 역
- 2024년 JTBC 《놀아주는 여자》 - 주일영 역
- 2025년 SBS 《내 여자친구는 상남자》
- 2025년 MBC 《바니와 오빠들》 - 조아랑 역

### 웹 시리즈
- 2020년 배티비 《시간도 배달이 되나요》 - 박우형 역
- 2021년 플레이리스트 《팽》 - 연하림 역
- 2021년 《피치 오브 타임 극장판》 - 학생 역

## 수상
- 2022년 SBS 연기대상 남자부문 신인연기상